# انییس ژاوی
اَنی‌یس ژاوی (فرانسوی: Agnès Jaoui‎؛ زادهٔ ۱۹ اکتبر ۱۹۶۴) خواننده، بازیگر، فیلم‌نامه‌نویس و کارگردان فیلم یهودی‌تبار اهل فرانسه است.
او همکاریِ حرفه‌ای نزدیکی با شریک سابق زندگیش ژان-پیر باکری دارد.
از فیلم‌هایی که وی در آنها نقش داشته‌است می‌توان به طعم دیگران، ۲۴ ساعت در زندگی یک زن و من زندگی را فهمیدم! اشاره کرد.
وی برندهٔ ۶ جایزهٔ سزار، ۳ جایزهٔ جایزهٔ لومیر و جایزه بهترین فیلم‌نامه جشنواره کن شده است.